# Przetocznica
Przetocznica (prononciation : [pʂɛtɔt͡ʂˈnit͡sa]) est un village polonais de la gmina de Skąpe dans le powiat de Świebodzin de la voïvodie de Lubusz dans l'ouest de la Pologne.
Il se situe à environ 6 km au sud-ouest de Skąpe (siège de la gmina), 18 km au sud-ouest de Świebodzin (siège du powiat) et 21 km au nord de Zielona Góra (siège de la diétine régionale).
Le village comptait approximativement une population de 41 habitants en 2006.

## Histoire

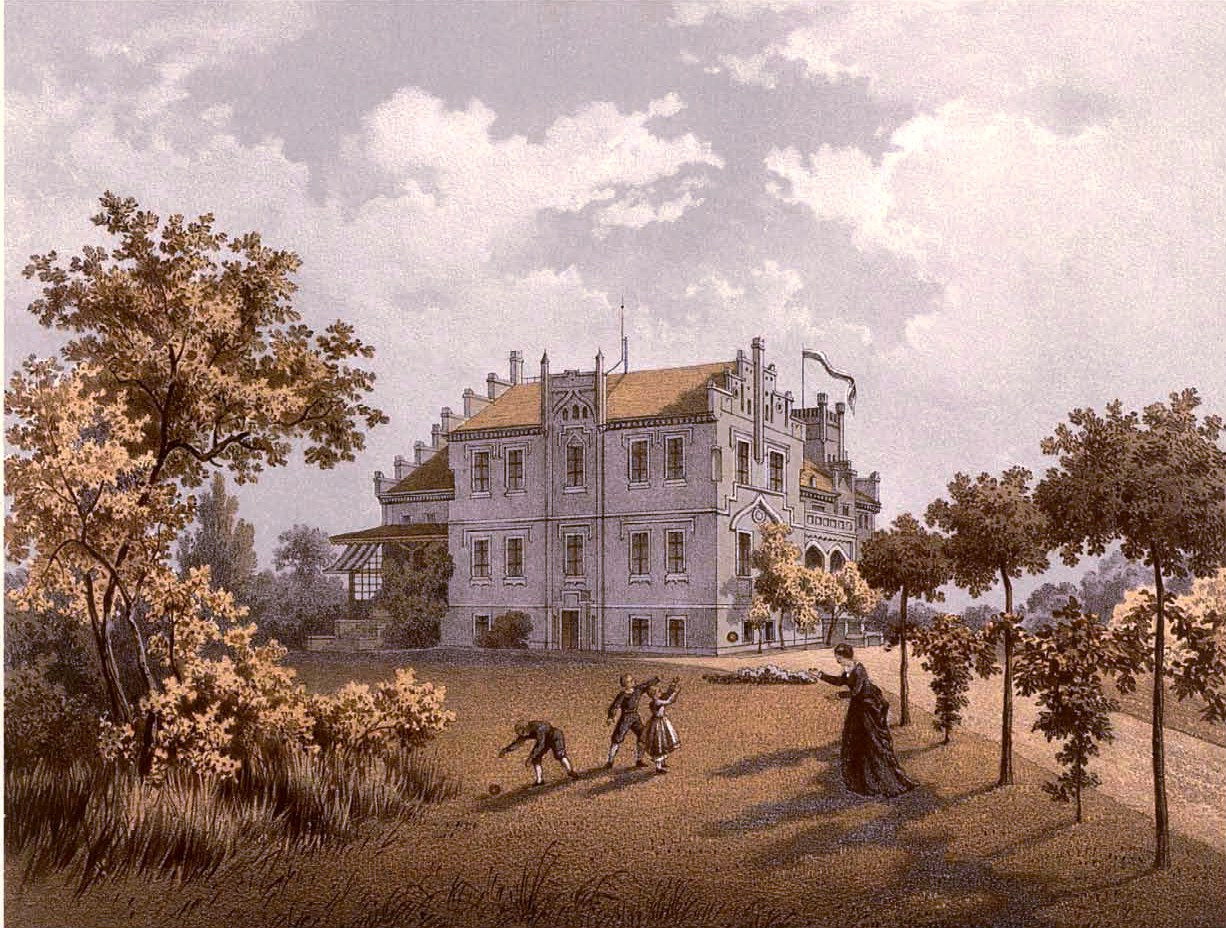
Alexander Duncker (1813-1897): Manoir de Hammer

Le nom allemand du village était Hammer.
Après la Seconde Guerre mondiale, avec la mise en œuvre de la ligne Oder-Neisse, le village est intégré à la République populaire de Pologne. La population d'origine allemande est expulsée et remplacée par des polonais.
De 1975 à 1998, le village appartenait administrativement à la voïvodie de Zielona Góra.

Depuis 1999, il appartient administrativement à la voïvodie de Lubusz

## Personnalités liées au village
- Anna Louisa Karsch (1722–1791), poétesse